# Pere Espalargues

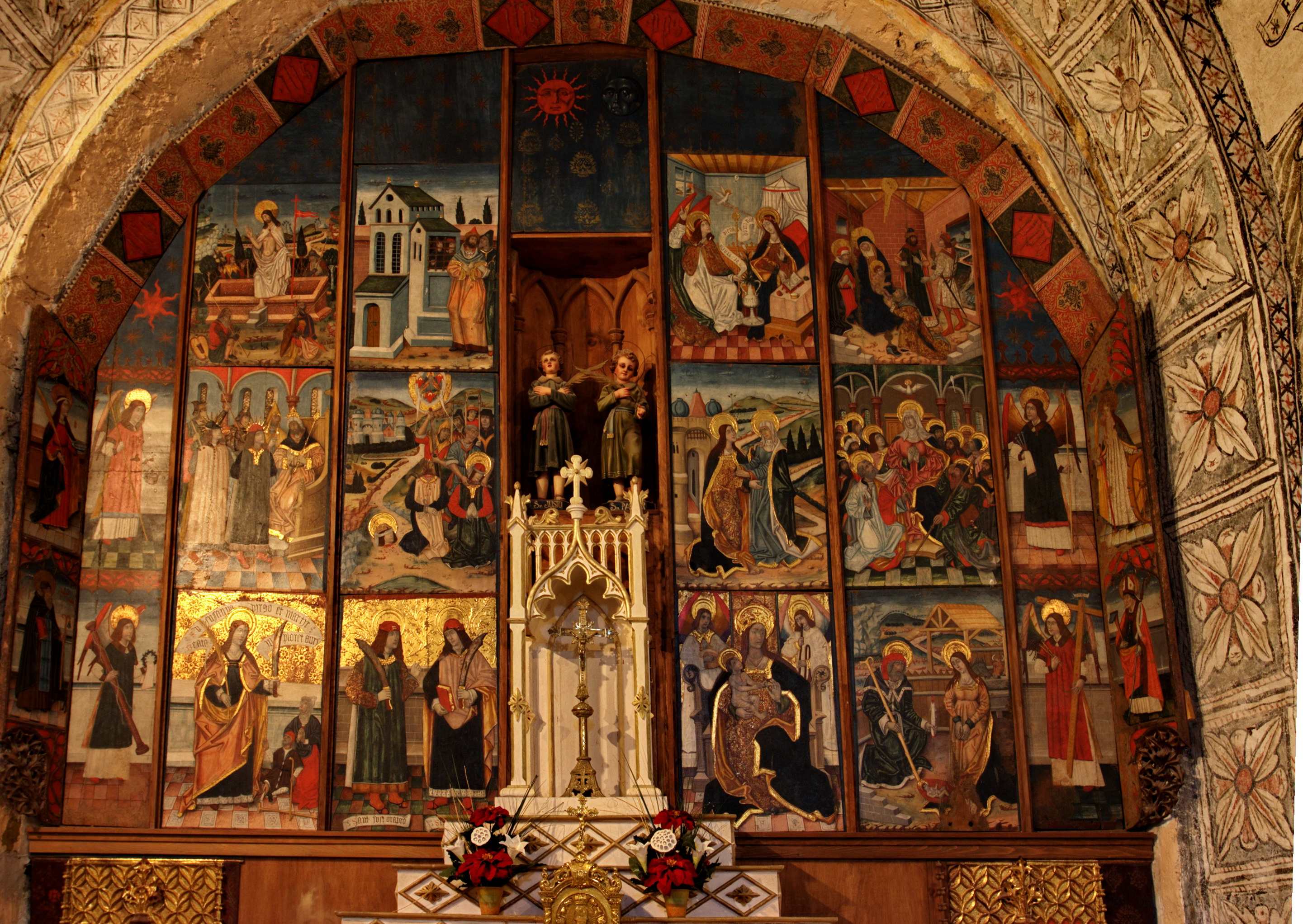
Retablo de la iglesia de San Justo y san Pastor de Son, Alto Aneu.

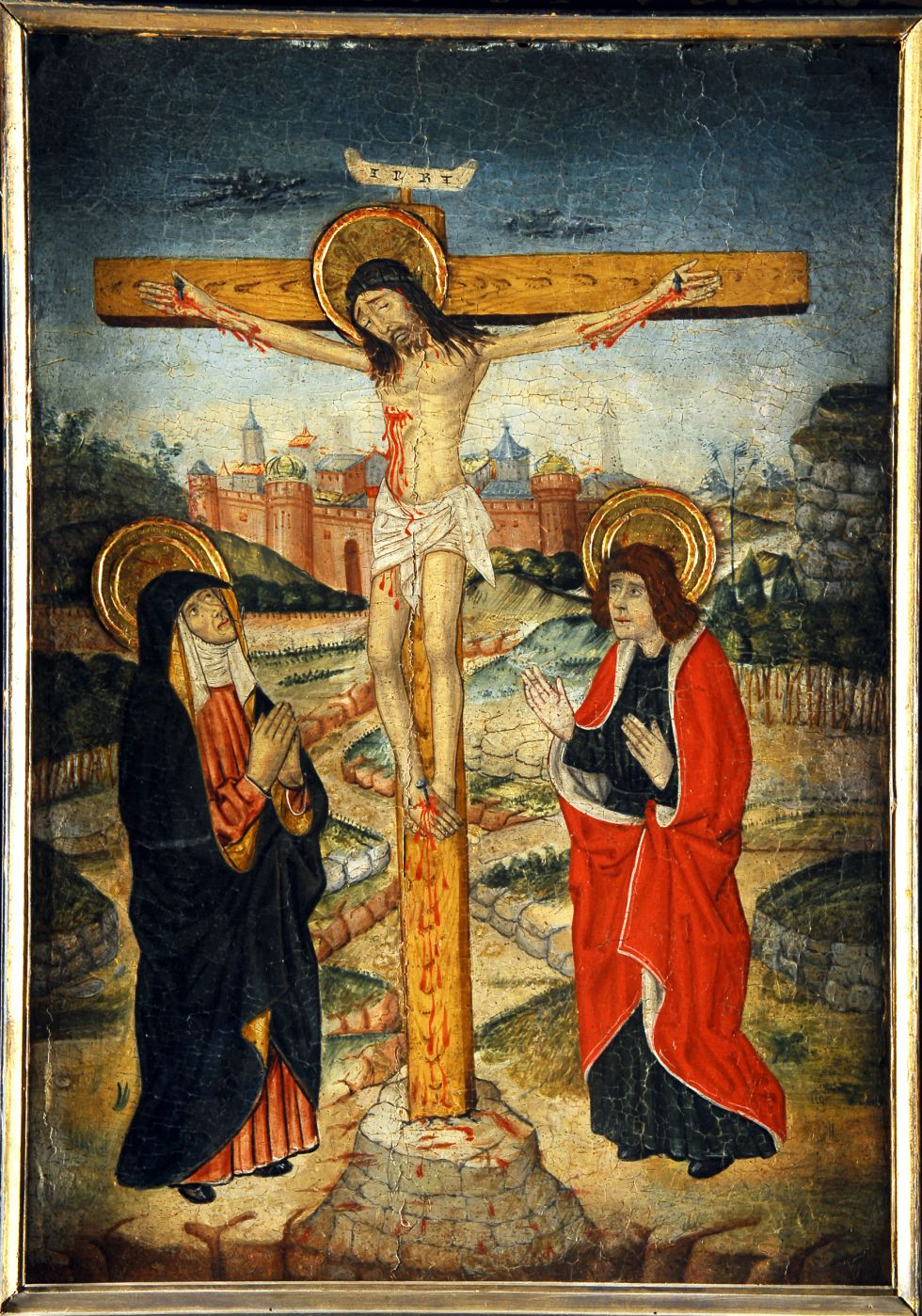
Calvario, temple y óleo sobre tabla, 70 x 49,5 cm, Museo de Huesca. Obra del círculo de Pedro García de Benabarre, tanto la autoría como la procedencia de la tabla han sido motivo de disputa entre la Generalidad de Cataluña y el Gobierno de Aragón en representación del museo de Lérida, que sostenía la atribución a Pere Espalargues y consideraba la tabla como parte del retablo de Son, en tanto para la parte aragonesa se trataría de una obra del Maestro de Viella (supuestamente Franci Joan Bachet o Bartolomé García), procedente de Barbastro.

Pere Espalargues o Espallargues (Molins de Betesa, cerca de Benabarre, documentado en la última década del siglo XV) fue un pintor gótico español, discípulo o seguidor de Pedro García de Benabarre con quien podría haber colaborado en el retablo de Montañana.

## Biografía y obra
Natural de la «vila de Molins», según la inscripción que se encuentra en el retablo de Enviny, o de Benabarre, según el testamento de su hijo Joan, fechado en 1529, se presume que pudo nacer en Els Molins, lugar de Ribagorza entre Santoréns (Sopeira) y Betesa, ahora en el municipio de Arén, en la provincia de Huesca. El 30 de abril de 1495 residía en la capital del condado de Ribagorza, según se desprende de un documento notarial en el que se mencionaba al «mestre Pere Pallargues habitant ville de Benavarre», completándose con ello los datos biográficos conocidos.
Aunque no se ha podido confirmar documentalmente la relación con Pedro García, se presume por razones estilísticas una importante participación en el desmembrado retablo de Montañana, pintado hacia 1475, que tradicionalmente se ha atribuido a Pedro García en solitario.
Ya como maestro independiente concluyó en 1490 el retablo de Enviny, en el Pallars Sobirá, del que las tablas del cuerpo principal, tras ser desmontado y vendido en 1909, se conservan en la Hispanic Society de Nueva York en tanto las que formaban las puertas y la predela pasaron a la colección Johnson de Filadelfia (Philadelphia Museum of Art). Se trata de la única obra que se puede asignar con seguridad a Espalargues, al figurar su nombre en una inscripción dedicatoria. A partir de ella se le han atribuido un nutrido grupo de obras, todas ellas procedentes de pequeñas localidades del ámbito rural de la Franja aragonesa y las comarcas catalanas limítrofes de Pallars Jussá, Pallars Sobirá y Valle de Arán: retablos de Abella de la Conca, Son, Vilac y Roda de Isábena.
Además, se ha relacionado con Espalargues una tabla de la Crucifixión conservada en el Museo del Prado y un retablo de la Encarnación propiedad del Museo Nacional de San Carlos de México, que también se ha atribuido a otro miembro del círculo de García de Benabarre en la Franja: el Maestro de Viella, no siendo descartable una posible colaboración entre los dos maestros, que dejaría dentro del estilo de Espalargues principalmente la tabla central con la Virgen y el Niño y el Calvario del ático.
Tanto con el Maestro de Viella como con Espalargues se ha relacionado también un Calvario (Museo de Huesca) subastado en junio de 2009 en Alcalá Subastas de Madrid por 9.500 euros, objeto de polémica al ser disputado entre el Gobierno de Aragón y la Generalidad de Cataluña en nombre del Museo de Lérida. La tesis aragonesa sostenía su procedencia de una iglesia de Barbastro y atribuía la autoría al Maestro de Viella, en tanto desde el museo de Lérida se afirmaba que la tabla había formado parte originalmente del banco del retablo de la iglesia de los Santos Justo y Pastor de Son, uno de los más características y mejor conservadas retablos de Espalargues, desmontado en 1936 y devuelto a su lugar tras el conflicto a excepción de las tablas de la predela, dispersas entre varias colecciones y museos y alguna perdida.